# Durazzano
Durazzano är en ort och kommun i provinsen Benevento i regionen Kampanien i Italien. Kommunen hade 2 201 invånare (2017).